# La Rebollera (Sant Esteve de la Sarga)
La Rebollera és una serra del terme municipal de Sant Esteve de la Sarga, del Pallars Jussà. És al sud del poble de Sant Esteve de la Sarga, Montsec d'Ares amunt, en direcció a Sant Alís, sota i al nord del qual està situada.